# I'm Still in the Night
I'm Still in the Night är en EP-skiva av den amerikanska musikgruppen Salem. "Better Off Alone" är en cover på en Alice DeeJay-låt.

## Låtlista
| Nr | Titel                  | Längd |
| -- | ---------------------- | ----- |
| 1. | I'm Still in the Night | 3:03  |
| 2. | Better Off Alone       | 7:09  |
| 3. | Krawl                  | 2:58  |
| 4. | Baby Ratta             | 3:29  |